# Arno Ullmann
Arno Ullmann (hebräisch ארנו אולמן; geboren 9. April 1907 in Saarbrücken; gestorben 19. Januar 1968 in Frankfurt am Main) war ein deutscher Journalist.

## Leben
Arno Ullmann besuchte in Saarbrücken das Gymnasium. Er studierte Philosophie und Kunstgeschichte an den Universitäten Jena, Berlin und Köln und arbeitete als Journalist und Buchhändler in Saarbrücken. Ab 1930 schrieb er als Korrespondent Feuilletons aus Berlin. Nach der Machtergreifung der Nationalsozialisten emigrierte er 1935 nach Palästina und schloss sich der Hagana an. Er heiratete 1959 die Modistin Nora Ullmann und kehrte 1961 nach Deutschland zurück. Sie wohnten zunächst in München, ab 1966 in Frankfurt am Main. Ullmann arbeitete als Feuilletonist unter anderem für den Saarländischen Rundfunk, den RIAS Berlin und die FAZ.

## Schriften (Auswahl)
- Carl Dietrich Carls; Arno Ullmann: Mit allen Sinnen : Lyrik unserer Zeit. 45 Autoren. Berlin : Rembrandt-Verlag, 1932
- Israel, Abenteuer einer neuen Heimat. Düsseldorf: Diederichs, 1961
  - Israel; ein Volk kämpft für sein Lebensrecht. Düsseldorf: Diederichs, 1967
- Israels Weg zum Staat; von Zion zur parlamentarischen Demokratie. München : dtv, 1964
- Günter Schindler: Israel : Ein Bildband. Mit einem Textbeitrag von Arno Ullmann. Hannover : Fackelträger, 1965